# Bègles
Bègles (Bèglas en gascon) est une commune du Sud-Ouest de la France, située dans la proche banlieue sud de Bordeaux, dans le département de la Gironde en région Nouvelle-Aquitaine. Ses habitants sont appelés Béglais.
Connue pour ses vignobles Bordelais jusqu'au XVIIIe siècle, puis sa culture de sècherie au XIXe siècle, Bègles devient au début du XXe siècle la principale ville industrielle de la banlieue de Bordeaux. Elle connaît une métamorphose au terme du XXe siècle au profit du développement de technologies liées à l'environnement et au numérique.

## Géographie

### Localisation
1. Carte dynamique
2. Carte Openstreetmap
3. Carte topographique
4. Carte avec les communes environnantes

Bègles est l'une des 28 communes qui composent Bordeaux Métropole. Commune de première ceinture, elle est assise sur la rive gauche et borde la Garonne par son quartier est.
Sur une superficie de 996 ha, Bègles bénéficie de 55 ha d’espace vert public.

### Communes limitrophes
Les communes limitrophes sont Bordeaux, Talence, Villenave-d'Ornon, Bouliac, Floirac et Latresne.
|         | Bordeaux          | Floirac  |
| Talence | Bègles            | Bouliac  |
|         | Villenave-d'Ornon | Latresne |

### Configuration topographique
Posé au sud de l'agglomération bordelaise, en amont sur la Garonne, le territoire se divise en deux zones topographiques sensiblement distinctes. La première dès la sortie de Bordeaux, à l'ouest-sud-ouest, forme des élévations de terre jusqu'à 11 mètres d'altitude, de condition plutôt aride. La seconde, à l'Est, présente une terre humide traversée d'esteys — ruisseaux qui se jettent directement dans le fleuve et en partie soumis aux marées — selon un axe est-ouest ou est-sud-ouest qui constituait une zone de marais.
C'est précisément ce sens de « marais argileux » issu de la Garonne que conserve de nos jours la rivière appelée Eau Bourde, qui serpente au sud de la ville.

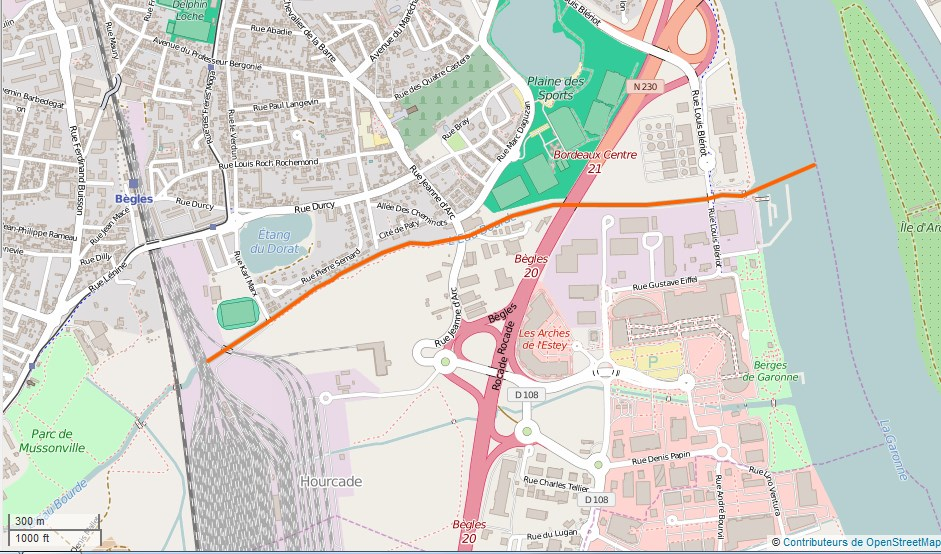
Estey de Franc au nord, embouchure de l'Eau Bourde.
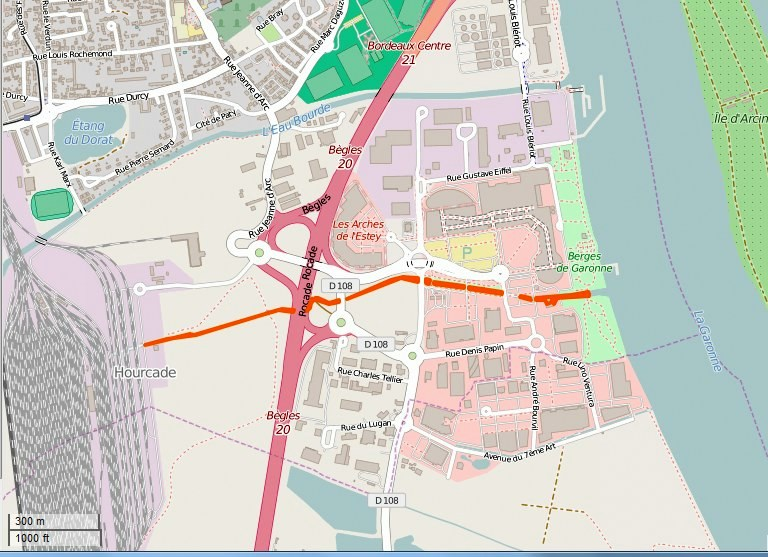
Cours de l'estey de Tartifume.

### Formation géologique
La rive gauche de la Garonne est essentiellement formée de sédiments marins anciens puis alluviaux. Une strate de 19 millions d'années (Miocène inférieur - Burdigalien) montre un dépôt de faluns ; sables calcaires riches en coquillages (comme à Léognan). Une autre de 3 millions d'années (fin du Tertiaire - Pliocène) offre un dépôt de sables fauves, parfois graveleux (grave de Bègles) et ferruginisés. On les retrouve de la Châlosse jusqu'au sud de Bordeaux.
Les terrasses d'origine fluviatile sont constituées de dépôts de sables, de graviers et de galets de la Garonne ; elles sont recouvertes par des alluvions récentes constituées d'argiles grisâtres et de sables déposées au nord par l'estey Majou et au sud par l'Eau Bourde qui sont à l'origine de systèmes deltaïques identifiables sur la carte géologique au 1/50 000 éditée par le BRGM. Les crues débordantes de la Garonne ont exhaussé le bourrelet alluvial et fermé l'exutoire de ces deux rivières à plusieurs reprises, délimitant une zone d'interfluve de forme triangulaire, d'où le toponyme latin Becula désignant l'espace séparés par les marais de ces deux rivières. Le faible pendage du glacis et l'imperméabilité des sols ont par ailleurs favorisé la formation de marécages.

### Climat
Pour des articles plus généraux, voir Climat de la Nouvelle-Aquitaine et Climat de la Gironde.
Historiquement, la commune est exposée à un climat océanique aquitain.  
En 2020, Météo-France publie une typologie des climats de la France métropolitaine dans laquelle la commune est exposée à un climat océanique et est dans la région climatique  Aquitaine, Gascogne, caractérisée par une pluviométrie abondante au printemps, modérée en automne, un faible ensoleillement au printemps, un été chaud (19,5 °C), des vents faibles, des brouillards fréquents en automne et en hiver et des orages fréquents en été (15 à 20 jours).
Pour la période 1971-2000, la température annuelle moyenne est de 13,2 °C, avec une amplitude thermique annuelle de 14,4 °C. Le cumul annuel moyen de précipitations est de 887 mm, avec 12,4 jours de précipitations en janvier et 6,5 jours en juillet. Pour la période 1991-2020, la température moyenne annuelle observée sur la station météorologique la plus proche, située à Villenave-d'Ornon à 3 km à vol d'oiseau, est de 14,3 °C et le cumul annuel moyen de précipitations est de 904,1 mm,. Pour l'avenir, les paramètres climatiques de la commune estimés pour 2050 selon différents scénarios d’émission de gaz à effet de serre sont consultables sur un site dédié publié par Météo-France en novembre 2022.

## Urbanisme

### Typologie
Au 1er janvier 2024, Bègles est catégorisée grand centre urbain, selon la nouvelle grille communale de densité à sept niveaux définie par l'Insee en 2022.
Elle appartient à l'unité urbaine de Bordeaux, une agglomération intra-départementale regroupant 73  communes, dont elle est une commune de la banlieue,,. Par ailleurs la commune fait partie de l'aire d'attraction de Bordeaux, dont elle est une commune du pôle principal,. Cette aire, qui regroupe 275 communes, est catégorisée dans les aires de 700 000 habitants ou plus (hors Paris),.

### Occupation des sols

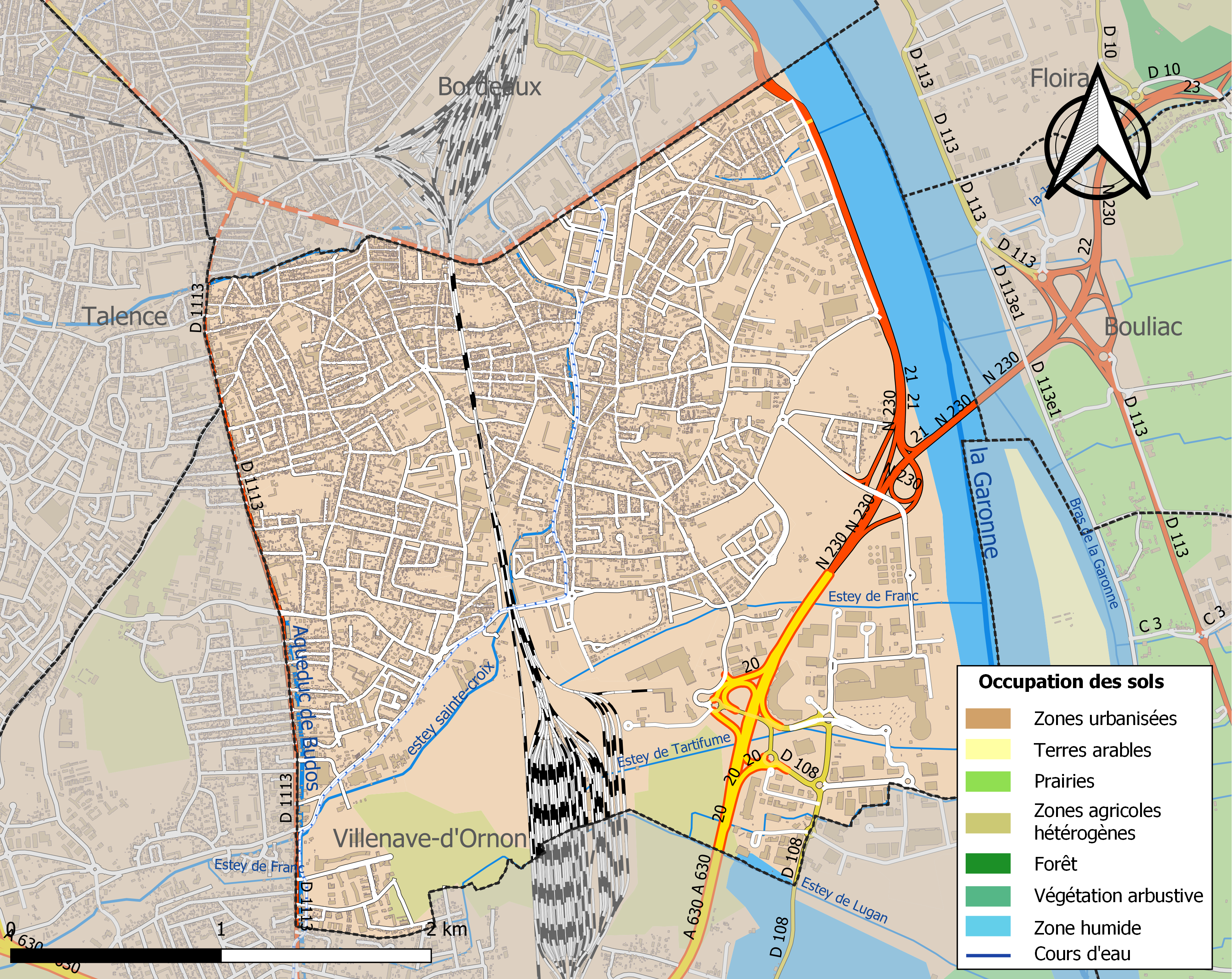
Carte des infrastructures et de l'occupation des sols de la commune en 2018 (CLC).

L'occupation des sols de la commune, telle qu'elle ressort de la base de données européenne d’occupation biophysique des sols Corine Land Cover (CLC), est marquée par l'importance des territoires artificialisés (87,8 % en 2018), en augmentation par rapport à 1990 (76,1 %). La répartition détaillée en 2018 est la suivante : 
zones urbanisées (58 %), zones industrielles ou commerciales et réseaux de communication (24,4 %), eaux continentales (8 %), espaces verts artificialisés, non agricoles (5,4 %), zones agricoles hétérogènes (4,2 %). L'évolution de l’occupation des sols de la commune et de ses infrastructures peut être observée sur les différentes représentations cartographiques du territoire : la carte de Cassini (XVIIIe siècle), la carte d'état-major (1820-1866) et les cartes ou photos aériennes de l'IGN pour la période actuelle (1950 à aujourd'hui).

### Voies de communication et transports

#### Réseau ferroviaire

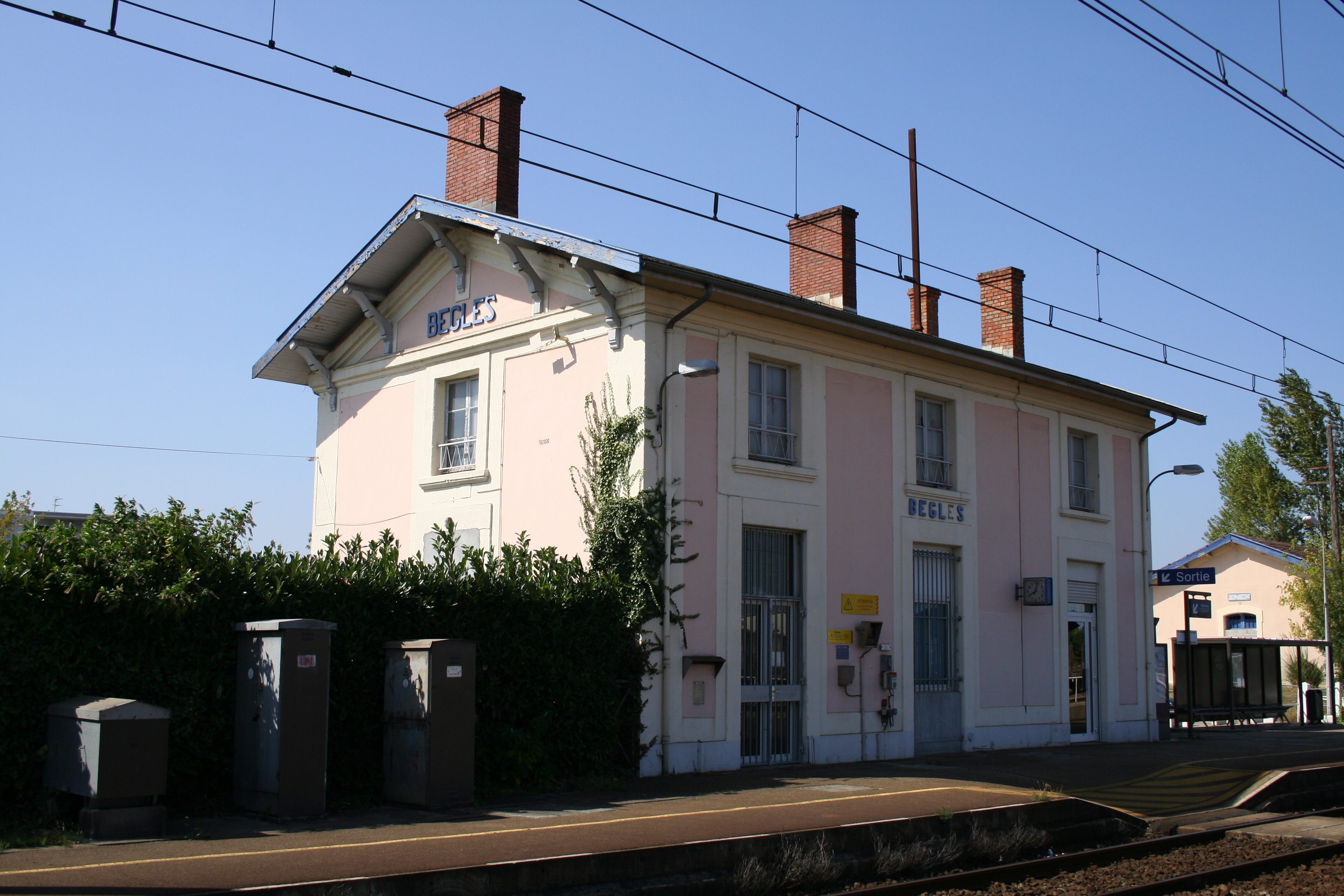
Gare de Bègles.

La ville possède une gare (gare de Bègles) située sur la ligne de Bordeaux-Saint-Jean à Sète-Ville et desservie par les TER. Elle intègre par ailleurs le projet GPSO comprenant la création d'une ligne de TGV reliant Bordeaux à l'Espagne (vers Madrid) et à Toulouse. 

Elle accueille la partie nord de la gare de triage d'Hourcade, dont sa plateforme multimodale.

#### Réseau routier
- (rocade)
- 20 Rives d'Arcins

- Quai Wilson
- Rives d'Arcins, Lac de Bègles

Boulevards de Bordeaux (du carrefour avec la rue de Bègles au futur Pont Simone Veil). 

 vers Villenave-d'Ornon. 

#### RéseauTBMactuel
Bègles est actuellement desservie par les lignes TBM suivantes :
- (de Terres Neuves au Lycée Vaclav Havel)
- 5 11 15 20 26 34 43 89

#### Réseau TBM à compter du 4 septembre 2023
Bègles sera desservie par les lignes TBM suivantes :
- (de Terres Neuves au Lycée Vaclav Havel)
- 5 - 15 - 23 - 28 - 35 - 73 - 85 - 86 - 89 - 90

#### BlueCub
Le 9 janvier 2014, la communauté urbaine de Bordeaux a mis en service des voitures électriques en autopartage du groupe Bolloré. Le système porte sur une centaine de véhicules, 36 stations dans la ville de Bordeaux et une station dans les six communes voisines dont Bègles.

## Toponymie
Le toponyme Bègles est attesté sous les formes anciennes Becla dans les années 1090, Beccla en 1187, Beicla en 1276, Becqula, Becgla vers 1400. La forme latinisée Becula n'est pas attestée avant le XVe siècle. Le « g » apparaît dans un texte gascon de 1322 et incidemment dans des actes anglais du XIIIe siècle.
Une des théories ferait remonter l'origine du nom de Bègles au mot celtique « becc-ula », dérivé du préceltique « bekko », signifiant « petit bec ». La première motte castrale se trouvant près de l'estey de Francs, ce serait à son confluent avec la Garonne qu'il faudrait chercher ce « bec ».
Ernest Nègre y voit un nom préceltique de signification inconnue mais apparenté à Baecula, ville de Bétique, et à Baicoula, ville de Tarraconaise.
Comme beaucoup d'autres, le « s » final n'est pas étymologique ; il a été rapporté dans les années 1820-1830.
Bègles étant dans le domaine nord-gascon, la plupart des lieux-dits anciens y sont explicables par le gascon, par exemple la Castagne, la Maye du Bernet, l'Estey majou, la Pessagueyre, la rue Caillibaud.

## Histoire

### Préhistoire
La plus ancienne trace humaine sur le territoire de Bègles est estimée à environ 150 000 ans avant notre ère, depuis la découverte en 1966, rue des Quatre Castéra, d’un silex biface datant de l’époque paléolithique. Des vestiges mégalithiques, environ −5 000 ans, sont visibles dans la commune limitrophe de Villenave-d'Ornon.

### Antiquité
Un fragment d'aqueduc a été dégagé en octobre 1953 à la barrière de Bègles : la couverture était assurée par des plaques de calcaire dur. Vu la pente du conduit, l'eau n'était pas acheminée vers Bordeaux mais vers le sud de Bègles. Cette portion de conduit ressemble au fragment décrit par Camille Jullian et déposé au Musée des Antiques.

### Moyen Âge
Historiquement enserrée entre la « Route de Langon à Bordeaux », aujourd'hui Route de Toulouse, et la Garonne, le territoire se fragmentait en plusieurs sites de populations isolées les unes des autres. Sur la partie ouest, un quartier nommé « La Raze » (ou La Rase) dès le XIIIe siècle, dessinait un vaste triangle planté de vignes, peu peuplé et très pauvre en arbres. Il se découpait en nombreux bourdieux et parcelles viticoles, traversés par de petits chemins et « ruettes ». Au sud-sud-est, un bourg siégeait autour du premier sanctuaire chrétien. L'Est montrait une étendue de marais, comme le marais de Saint-Maurice, où vivait une population de pêcheurs installée autour des nombreux esteys qui se jetaient dans le fleuve. Entre ces hameaux (ou cournau, village isolé), se déployait un réseau de chemins vicinaux.
C'est au VIe siècle que les Bénédictins de l’abbaye de Sainte-Croix de Bordeaux construisent l’église Sanctus Pétrus de Bécula. Dédiée à saint Pierre, patron des pêcheurs, elle devint un lieu de pèlerinage jusqu’à la Révolution. L’église actuelle fut reconstruite au XIIIe siècle par les Bénédictins qui y déposèrent une relique de saint Maur. Alors que l'estey Majou et l'Eau Bourde ont un cours ouest-est en direction de la rive gauche de la Garonne, l'estey Sainte-Croix coupe l'interfluve du sud au nord jusqu'à l'abbaye dont il porte le nom. Il s'agit vraisemblablement d'un canal artificiel creusé par les moines au Moyen Âge sur lequel un moulin a été implanté au XIIe siècle. Son tracé est parallèle à celui d'un aqueduc gallo-romain. Au XIIe siècle apparaît la première famille seigneuriale attestée, celle des Centujean/Centujan (nom d’origine gallo-romaine), propriétaire d’un immense domaine planté essentiellement de vignes ; le « cournau » de Centujean/SaintHujan. Les querelles territoriales entre les abbés de Sainte-Croix et la seigneurie de Centujean dureront des siècles.
En 1295, le roi de France Philippe le Bel annexe Bègles à la juridiction de Bordeaux. Les membres de la confrérie de Saint-Pierre sont chargés des intérêts économiques de la commune, dont la vie se concentre autour de l’église. Puis dès 1364, la seigneurie est dite de Francs et Centujean. En 1565, le château de Francs reçoit Charles IX et sa cour. Le roi est accompagné d’un certain Henri de Navarre.

### La Réforme: le temple protestant de Bègles (1605-1685)
En 1598, Henri IV promulgue l’Édit de Nantes qui met fin aux guerres de Religion entre catholiques et protestants. L'édit autorise le culte protestant, mais seulement dans les faubourgs des villes (hors les murs).
En 1604, le maréchal Alphonse d'Ornano, maire de Bordeaux depuis 1599, désigne la paroisse de Bègles (« Baigle ») pour héberger un temple pour « ceux de la Religion Prétendue Réformée » (l'édit de Nantes désigne ainsi le protestantisme).
En 1605, le cournau de Cabères est choisi pour son édification (sur l'actuelle « place du Prêche »). Les difficultés d'accès du lieu ne sont pas innocentes[réf. nécessaire]. L'emplacement est choisi pour sa sécurité et son silence. Des travaux de voirie sont entrepris pour faciliter l'accès des carrosses. L'accès est également possible par la Garonne en accostant au port de Bègles, quai de la Moulinatte. Ce temple est en effet destiné à des protestants venant de Bordeaux et de ses alentours (on estime que 2 000 pratiquants le fréquentent au moment où les protestants sont encore nombreux).

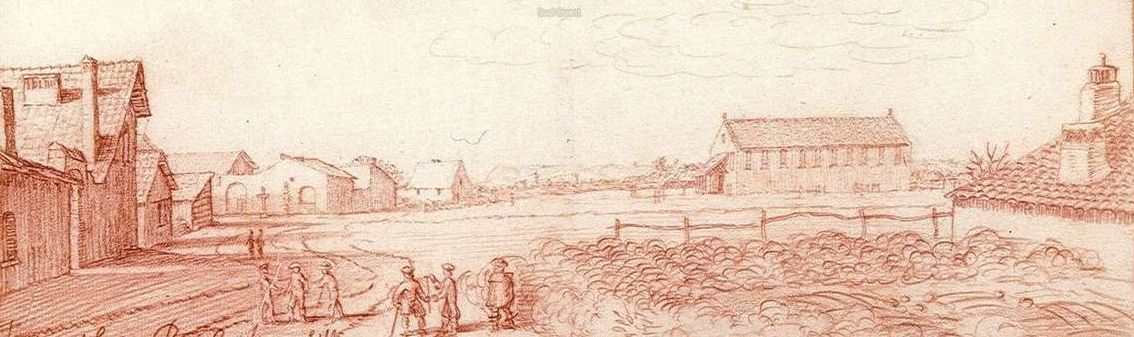
Temple de Bègles en 1639, par Herman van der Hem.

Le temple est de forme rectangulaire (37 m de long sur 19 m de large) ; le mur latéral est percé de dix fenêtres. Le porche d'entrée se trouve sur la façade occidentale. En 1664, une galerie supportée par des piliers en bois y est aménagée. Le service est assuré par quatre pasteurs nommés par l'assemblée des chefs de famille. Le budget est assuré par les offrandes et les collectes à domicile. Un secours financier est assuré aux indigents, aux marins français retenus en esclavage, aux protestants désireux de s'exiler en Hollande.
Les protestants bordelais demandent[Quand ?] que le temple soit déplacé à Bordeaux, aux Chartrons, centre de leur activité économique ; mais les Jurats de Bordeaux, soutenus par le cardinal-archevêque de Bordeaux (de 1599 à 1628) Henri de Sourdis, refusent. Pendant la période de la Fronde, les ministres du culte organisent le prêche chez des particuliers, quartier de la Rousselle, puis rue Neuve en 1652.
Des prédicateurs catholiques incitent les Béglais à certaines vexations, injures et jets de pierre, et ils interdisent aux protestants de chanter des psaumes en chemin. Les Jésuites refusent le droit d'ouvrir un cimetière. Mais nombre de Béglais voient dans cette présence d'une clientèle aisée une source de possibles profits.[réf. nécessaire]
Sous le règne de Louis XIV, l'édit de Nantes est de moins en moins respecté.
À partir de 1680, la situation s'aggrave, les protestants bordelais sont exclus des emplois qu'ils occupent, les enfants doivent se convertir dès l'âge de 7 ans et non plus 14 ans. L'intendant Faucon de Ris, au lieu de recourir à la persécution, obtient les conversions en les monnayant[réf. nécessaire].
Le 18 octobre 1685, le roi promulgue l'édit de Fontainebleau, la « révocation de l'édit de Nantes ».
Le temple est démoli et rasé par 350 ouvriers. Les biens et matériaux sont remis à l'hôpital de la Manufacture par un arrêt de la cour.
Le clergé catholique célèbre sa victoire en faisant construire un calvaire sur l'emplacement du bâtiment détruit.
Ce monument a disparu ; il aurait été détruit en 1902. Le 1er novembre 1925, une plaque commémorative du temple a été apposée sur le mur de la maison d'un protestant. Depuis 2016, l'emplacement du temple est matérialisé au sol au milieu de la place réaménagée (environ 39 m de long).

### Après la Révolution
Le 30 janvier 1790 ou le 2 février 1790, Marc Daguzan, curé de la paroisse, est élu par acclamation premier maire de Bègles par 64 citoyens « actifs ». Il met un terme à ses fonctions de curé en 1793 pour se marier en 1794. Durant plusieurs années, l’église Saint-Pierre fera office de mairie. Sa façade porte toujours l’inscription républicaine « Liberté, Égalité, Fraternité » datant de cette époque et inhabituelle en un tel lieu.
Les vastes domaines de l’ouest de Bègles sont semés de quelques maisons nobles ou bourgeoises, qui profitent de la proximité de la ville de Bordeaux. Dans l’ensemble de la paroisse, des hameaux composés d’auberges et de maisons de campagne jouxtent de grands domaines isolés (Birambits – Villambitz en 1700). Le vignoble est prépondérant. Mais à la suite des maladies de la vigne du XIXe siècle, le déclin des grandes propriétés va bouleverser le cadastre du territoire. Le recul de la vigne laisse place à un peuplement progressif et souvent anarchique. Achetés par des lotisseurs, essentiellement dans la dernière partie du siècle, les domaines sont traversés par de nouvelles voies, à l'instar de La Castagne en 1867, et du Château Fougères/Faugère en 1886. Elles suivent souvent un plan quadrillé très en vogue à l’époque, comme aux États-Unis, tout en s’adossant aux vieilles pénétrantes historiques comme le Chemin de la Raze (rue Berthelot), ou le Chemin de Cassignoux (rue Renaudel). Les ouvriers vignerons deviennent alors ouvriers dans les industries qui démarrent leur implantation. Les premières échoppes, construites pour les loger, se partagent le domaine de la Ferrade vers 1860. Puis ce type de construction se développe vers 1880 dans le quartier de La Raze.
Les trois premiers éléments qui forgeront l’originalité béglaise se mettent en place : l’apparition des sécheries de morue, l’implantation du complexe ferroviaire et l’amputation de la partie nord de la commune au profit des boulevards bordelais.
En 1820, la ville se compose de trois villages et de neuf hameaux pour un total de 535 maisons et 2 050 habitants. Elle produit en abondance fruits et légumes ainsi qu’un vin des Graves de grande qualité. Avec la morue, le radis devient une de ses principales ressources. Vers 1830, sur les terrains libérés par la vigne, les premières sécheries de morues s’implantent à Bègles qui devient le deuxième centre morutier de France, après Fécamp. Un des symboles encore visible de cette prospérité est la sécherie Sauveroche, près de la mairie. La ligne Bordeaux-Toulouse est ouverte en 1856. Cette ligne coupe Bègles en deux parties, entaillant fortement la partie est de la commune. Toutefois une gare s'édifie à Bègles en 1875. Sous Napoléon III, la construction des boulevards ampute Bègles de 76 hectares dès 1864. La fin du siècle voit le développement du secteur industriel, notamment grâce à l’avènement du chemin de fer et la proximité de la gare de Bordeaux-Saint-Jean, construite en 1855.
La brigade des gendarmes à pied de Bègles est créée par décision ministérielle en 9 novembre 1876. Elle couvre Bègles, Villenave-d'Ornon et Talence. Le siège des quatre gendarmes qui composent la brigade est situé chemin du Prêche jusqu'en 1903. Les gendarmes emménagent à cette date dans la caserne construite avenue Brouillaud, actuelle avenue Lucien-Lerousseau.
Les années 1880 marquent l'implantation de la première industrie lourde de la commune. La raffinerie de pétrole est construite en plein dans les vignes à l'actuel 210 cours Victor-Hugo. Juin 1880 voit la création d'un bureau postal. En 1888, le président de la République Sadi Carnot suscite l'étonnement des habitants lorsqu'il fait escale à Bègles (et Villenave d'Ornon).

### À partir duXXesiècle
Bègles devient la première banlieue industrielle de Bordeaux et la plus peuplée jusqu’en 1931. Trois ports contribuent à cet essor : le grand port relié au bourg par une rue, aujourd'hui avenue du Maréchal Leclerc, le petit port et le port Saint-Maurice. Sa population ouvrière et industrieuse contribue au particularisme communal ; on est « de Bègles » ou on est « très Bègles » vu de l'extérieur condescendant.
Pendant la Première Guerre mondiale, deux usines aéronautiques s'implantent à Bègles : Nieuport sur l'actuel quai Wilson et Louis Blériot qui achète le domaine de Tartifume. Un hangar métallique de type Eiffel est construit (réhabilité en 2013). Le terrain avoisinant servira de terrain d'aviation jusqu'en 1952. Le nom du pont Blériot, qui franchit la rocade de Bordeaux, rappelle ce passé aéronautique. En 1923 le Club Athlétique Béglais (C.A.B.) commence à se faire connaître en devenant champion de rugby à XV de la Côte d'Argent. En 1928, une papeterie s'implante en bordure de la Garonne et se spécialise jusqu'en 1960 dans la fabrication de sacs de grande contenance pour une cimenterie bordelaise. Entre 1925 et 1932, Alexis Capelle, maire socialiste de la ville, adopte le projet de construction d’une piscine avec des bains-douches dont la mise en service marquera les débuts de l’hygiène publique pour le plus grand nombre. La piscine, caractérisée par son style « Art déco », deviendra la doyenne des piscines de l'agglomération bordelaise et sera classée à l’inventaire supplémentaire des Monuments historiques. L'époque du Front populaire marquera Bègles d'une manière originale, quand le 5 juin 1936 une tornade détruit la grande tribune du stade Musard. Les Béglais recevront un autre choc quatre ans plus tard, avec l'installation des troupes allemandes, en Juin 1940, sur les terrains agricoles de Bègles qui correspondent à l'actuelle place des Martyrs-de-la-Résistance, en face du bureau de poste.

Ancien logo de la ville

De 1959 à 1989, la ville est dirigée par l’Union de la Gauche réunissant communistes, socialistes, chrétiens, laïques et sans-partis. Durant cette période, la ville met en place un programme social important et se dote des infrastructures modernes typiques des années soixante, logements, assainissement, maison de retraite, crèche, bibliothèque. Elle construit des centres de vacances et de loisirs et fait de la petite enfance et de l'éducation sa priorité,. La ville se distingue en 1971, en devenant la première commune de la CUB à élire une femme maire. Simone Rossignol, issue d’une famille ouvrière et ancienne résistante, est aussi à l'époque la seule femme maire d'une ville de plus de 20 000 habitants en France. 1977 marquera l'ouverture du Centre de tri postal de la Gironde, qui fermera le 16 novembre 2009.
En 1989, Noël Mamère est élu maire de Bègles, marquant la fin de la gouvernance communiste. Deux ans plus tard, en juin 1991, le CA Bordeaux-Bègles devient champion de France de rugby en battant au Parc des Princes le Stade toulousain 19-10 devant 49 370 spectateurs. Le 5 juin 2004, par un coup d'éclat très médiatisé, Noël Mamère célèbre à Bègles le premier mariage homosexuel de l'histoire de France, finalement annulé par le tribunal de grande instance de Bordeaux, le 27 juillet 2004 (décision confirmée par la cour d'appel de Bordeaux, le 19 avril 2005 et par la Cour de cassation, le 13 mars 2007). Le 15 juin 2004, le ministre de l'intérieur Dominique de Villepin suspend Noël Mamère de ses fonctions de maire en application de l'article L 2122-16 du code général des collectivités territoriales. Noël Mamère fait appel de sa suspension mais, le 9 juillet 2004, le tribunal administratif de Bordeaux confirme la décision du ministre de l'Intérieur. Durant cette période, c'est son premier adjoint, Michel Mercier (PS), qui exerce effectivement les fonctions de maire.
La réorganisation urbanistique de Bordeaux qui s'opère depuis le début du XXIe siècle touche également la commune de Bègles, notamment avec l'aménagement des lignes de tramway. C'est en effet le 24 octobre 2010, sous une pluie battante, à 10 h 51, que la cité Yves-Farge (du nom du résistant, compagnon de Jean Moulin et, en 1946, ministre du Ravitaillement) disparaît. Cet ensemble de plusieurs bâtiments d'habitation sociale (dont quatre tours de quatorze étages construites dans les années 1960) voit son paysage définitivement modifié par la destruction de l'ultime immeuble le plus élevé. Intégré dans le nouveau quartier baptisé « Terres Neuves », la disparition de cet immeuble marque la fin d'une époque.
Le périmètre de l'OIN du projet Bordeaux-Euratlantique concerne deux secteurs béglais : Bègles-Faisceau (rénovation du quartier du Dorat) et Bègles-Garonne.

## Héraldique
| Armes | Les armes de Bègles se blasonnent ainsi : D'azur à la bande cousue de gueules chargée de l'inscription OMNIA LABORE en lettres capitales de sable, accompagnée en chef d'une ruche adextrée de deux abeilles volantes l'une au-dessus de l'autre, la première en bande et la seconde en barre, et senestrée, en chef, d'une autre en bande, le tout d'or, et en pointe d'un navire de trois mâts équipé, habillé et flammé d'argent voguant sur des ondes du même mouvant de la pointe. Devise : OMNIA LABORE |

## Politique et administration

### Tendances politiques et résultats
À partir des élections municipales de 1896, les socialistes entrent dans la municipalité de Bègles, ainsi qu'à Saint-Macaire et Cenon. Depuis, la ville est restée très ancrée à gauche, ce qui se constate notamment dans son odonymie avec des rues Karl Marx, Jules Guesde, de la Commune de Paris et surtout la seule avenue Lénine du département.

#### Élections législatives
Résultats des seconds tours ou des deux meilleurs scores du premier tour si dépassement de 50 % :
- Élections législatives de 1993 : 59,46 % pour Claude Barande (PS), 40,54 % pour Gérard Castagnéra (RPR). Le taux de participation était de 66,93 %.
- Élections législatives de 1997 : 72,37 % pour Noël Mamère (CÉS), 27,63 % pour Jean-Claude Barran (RPR). Le taux de participation était de 70,61 %.
- Élections législatives de 2002[51] : 65,68 % pour Noël Mamère (LV), 34,32 % pour Alain Cazabonne (UDF). Le taux de participation était de 61,01 %.
- Élections législatives de 2007[52] : 72,67 % pour Noël Mamère (LV), 27,33 % pour Elisabeth Vigné (UMP). Le taux de participation était de 60,02 %.
- Élections législatives de 2012[53] : 56,81 % pour Noël Mamère (EÉLV), 15,93 % pour Céline Simon (FDG). Le taux de participation était de 56,62 %.
- Élections législatives de 2017[54] : 55,94 % pour Loïc Prud'homme (LFI), 44,06 % pour Marik Fetouh (LREM). Le taux de participation était de 41,81 %.
- Élections législatives de 2022[55] : 65,27 % pour Loïc Prud'homme (LFI), 34,73 % pour Fabien Robert (RE). Le taux de participation était de 45,46 %.
- Élections législatives de 2024[56] : 58,19 % pour Loïc Prud'homme (LFI), 22,05 % pour Ariane Ary (MoDem), 19,76 % pour Maryvonne Bastères (RN). Le taux de participation était de 66,50 %.

#### Élections européennes
Résultats des deux meilleurs scores :
- Élections européennes de 1994 : 26,71 % pour Francis Wurtz (PCF), 16,21 % pour Bernard Tapie (MRG). Le taux de participation était de 55,56 %.
- Élections européennes de 1999 : 24,68 % pour François Hollande (PS), 21,20 % pour Robert Hue (PCF). Le taux de participation était de 46,83 %.
- Élections européennes de 2004[57] : 31,68 % pour Kader Arif (PS), 17,26 % pour Cathy Polo (PCF). Le taux de participation était de 42,93 %.
- Élections européennes de 2009[58] : 25,17 % pour José Bové (EÉ), 18,33 % pour Kader Arif (PS). Le taux de participation était de 39,93 %.
- Élections européennes de 2014[59] : 17,86 % pour José Bové (EÉLV), 17,68 % pour Virginie Rozière (PRG). Le taux de participation était de 39,27 %.
- Élections européennes de 2019[60] : 21,69 % pour Yannick Jadot (EÉLV), 17,67 % pour Nathalie Loiseau (LREM). Le taux de participation était de 51,24 %.
- Élections européennes de 2024[61] : 22,14 % pour Raphaël Glucksmann (PP), 17,65 % pour Jordan Bardella (RN). Le taux de participation était de 52,54 %.

#### Élections régionales
Résultats des seconds tours :
- Élections régionales de 2004[62] : 72,81 % pour Alain Rousset (PS), 17,92 % pour Xavier Darcos (UMP), 9,27 % pour Jacques Colombier (FN). Le taux de participation était de 65,09 %.
- Élections régionales de 2010[63] : 75,17 % pour Alain Rousset (PS), 14,12 % pour Xavier Darcos (UMP), 10,71 % pour Jean Lassalle (MoDem). Le taux de participation était de 46,33 %.
- Élections régionales de 2015[64] : 64,34 % pour Alain Rousset (PS), 20,32 % pour Virginie Calmels (LR), 15,34 % pour Jacques Colombier (FN). Le taux de participation était de 49,64 %.
- Élections régionales de 2021[65] : 44,11 % pour Alain Rousset (PS), 27,23 % pour Nicolas Thierry (EÉLV), 13,87 % pour Edwige Diaz (RN), 8,46 % pour Geneviève Darrieussecq (MoDem), 6,33 % pour Nicolas Florian (LR). Le taux de participation était de 30,60 %.

#### Élections cantonales
Résultats des seconds tours :
- Élections cantonales de 1992 : 52,14 % pour Jean-Jacques Paris (PCF), 47,86 % pour Noël Mamère (GÉ). Le taux de participation était de 68,62 %.
- Élections cantonales de 1998 : 100 % pour Jean-Jacques Paris (PCF). Le taux de participation était de 35,50 %.
- Élections cantonales de 2004[66] : 55,01 % pour Jean-Jacques Paris (PCF), 44,99 % pour Jacques Raynaud (PS). Le taux de participation était de 65,43 %.
- Élections cantonales de 2011[67] : 100 % pour Jean-Jacques Paris (PCF). Le taux de participation était de 26,72 %.

#### Élections municipales
Résultats des seconds tours ou des deux meilleurs scores du premier tour si dépassement de 50 % :
- Élections municipales de 2008[68] : 56,62 % pour Noël Mamère (LV), 31,07 % pour Jean-Jacques Paris (PCF). Le taux de participation était de 60,10 %.
- Élections municipales de 2014[69] : 51,74 % pour Noël Mamère (EÉLV), 19,49 % pour Christine Texier (PCF). Le taux de participation était de 53,58 %.
- Élections municipales de 2020[70] : 58,86 % pour Clément Rossignol-Puech (EÉLV), 41,14 % pour Christian Bagate (SE). Le taux de participation était de 32,07 %.

### Liste des maires
| Période      | Période      | Identité                | Étiquette                              | Qualité |
| ------------ | ------------ | ----------------------- | -------------------------------------- | --- |
| mai 1945     | octobre 1947 | Marius Olivier          | PCF                                    | Cheminot |
| octobre 1947 | mars 1959    | Marcel Bouc             | RPF puis UNR                           | |
| mars 1959    | mars 1971    | René Duhourquet         | PCF                                    | Cheminot Ancien sénateur de la Gironde (1946 → 1948) Conseiller général de Bordeaux-VI (1945 → 1949 et 1956 → 1961)                           |
| mars 1971    | mai 1984     | Simone Rossignol        | PCF                                    | Sténo-dactylo, maire honoraire Démissionnaire                                                                                                 |
| mai 1984     | mars 1989    | Bernard Moncla          | PCF                                    | Cheminot, ancien adjoint au maire |
| mars 1989    | juin 2017    | Noël Mamère             | GÉ puis CES puis LV puis EÉLV puis DVG | Journaliste Député européen (1994 → 1997) Député de la Gironde (3e circ.) (1997 → 2017) Conseiller régional d'Aquitaine (1992 → 1994 et 1998) |
| juin 2017    | En cours     | Clément Rossignol Puech | EÉLV puis LÉ                           | Chercheur au CNRS Vice-président de Bordeaux Métropole Président de l'Agence locale de l'énergie et du climat                                 |

### Politique de développement durable

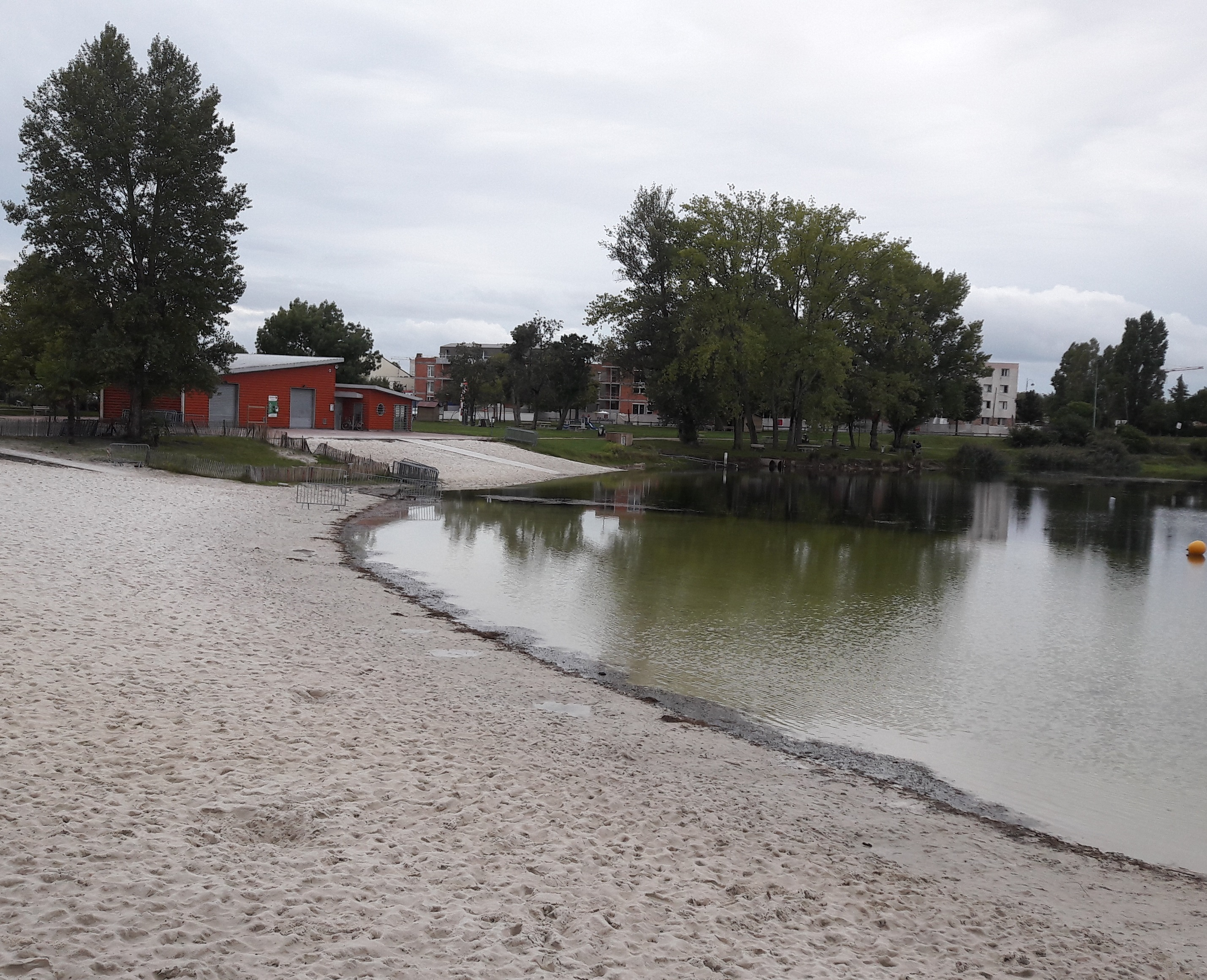
Le lac de Bègles (1 hectare et jusqu'à 1,80 mètre de profondeur) et sa plage.

La ville a engagé une politique de développement durable en lançant une démarche d'Agenda 21 en 2003.
Le projet d'aménagement du Delta vert concerne l'espace naturel qui s’étend sur une surface de 200 hectares au sud de la commune, de la route de Toulouse à l’ouest jusqu’à la façade de la Garonne. Trois opérations ont déjà été menées : l’aménagement des berges de Garonne, Bègles plage et le parc de Mussonville. Vaste de 200 hectares, il représente l’espace naturel le plus important de la première ceinture de Bordeaux.
Un cahier de préconisations paysagères a été édité en 2013 dans le cadre du projet La ville-jardin.
Dans son palmarès 2024, le Conseil national de villes et villages fleuris de France a attribué trois fleurs à la commune.

## Population et société

### Démographie
Évolution démographique
L'évolution du nombre d'habitants est connue à travers les recensements de la population effectués dans la commune depuis 1793. Pour les communes de plus de 10 000 habitants les recensements ont lieu chaque année à la suite d'une enquête par sondage auprès d'un échantillon d'adresses représentant 8 % de leurs logements, contrairement aux autres communes qui ont un recensement réel tous les cinq ans,.

En 2022, la commune comptait 30 968 habitants, en évolution de +11,75 % par rapport à 2016 (Gironde : +6,91 %, France hors Mayotte : +2,11 %).
| 1793  | 1800  | 1806  | 1821  | 1831  | 1836  | 1841  | 1846  | 1851  |
| ----- | ----- | ----- | ----- | ----- | ----- | ----- | ----- | ----- |
| 2 115 | 1 526 | 1 903 | 2 050 | 2 322 | 2 518 | 2 592 | 2 745 | 2 844 |

| 1856  | 1861  | 1866  | 1872  | 1876  | 1881  | 1886  | 1891   | 1896   |
| ----- | ----- | ----- | ----- | ----- | ----- | ----- | ------ | ------ |
| 3 286 | 4 005 | 4 764 | 5 547 | 6 202 | 7 238 | 8 919 | 10 535 | 10 372 |

| 1901   | 1906   | 1911   | 1921   | 1926   | 1931   | 1936   | 1946   | 1954   |
| ------ | ------ | ------ | ------ | ------ | ------ | ------ | ------ | ------ |
| 12 104 | 12 588 | 14 055 | 16 590 | 18 349 | 21 582 | 20 989 | 22 590 | 23 176 |

| 1962   | 1968   | 1975   | 1982   | 1990   | 1999   | 2006   | 2011   | 2016   |
| ------ | ------ | ------ | ------ | ------ | ------ | ------ | ------ | ------ |
| 24 388 | 27 330 | 25 680 | 23 318 | 22 604 | 22 475 | 24 417 | 25 119 | 27 713 |

| 2021   | 2022   | - | - | - | - | - | - | - |
| ------ | ------ | - | - | - | - | - | - | - |
| 30 813 | 30 968 | - | - | - | - | - | - | - |

| selon la population municipale des années : | 1968 | 1975 | 1982 | 1990 | 1999 | 2006 | 2009 | 2013 |
| Rang de la commune dans le département      | 5    | 5    | 5    | 6    | 8    | 8    | 7    | 7    |
| Nombre de communes du département           | 548  | 543  | 543  | 542  | 542  | 542  | 542  | 542  |

Pyramide des âges en 2017
La population de la commune est relativement jeune. Le taux de personnes d'un âge supérieur à 60 ans (21,1 %) est en effet inférieur au taux national (25,5 %) et au taux départemental (24,7 %).
À l'instar des répartitions nationale et départementale, la population féminine de la commune est supérieure à la population masculine. Le taux (53,3 %) est supérieur au taux national (51,6 %).
La répartition de la population de la commune par tranches d'âge est, en 2017, la suivante :
0 à 14 ans = 17 %
15 à 29 ans = 20,5 %
30 à 44 ans = 20,7 %
45 à 59 ans = 19,3 %
60 à 74 ans = 13,5 %
plus de 75 ans = 7,6 %

### Sécurité
Selon les statistiques de l'Observatoire national de la délinquance et des réponses pénales, le nombre de crimes et délits commis à Bègles et ses environs en 2014 était de 71,49 pour 1 000 habitants, un nombre largement supérieur aux moyennes départementale (48,67), régionale (39,67) et nationale (44,27).
La ville dispose d'une police municipale, qui comptait 4 policiers et 4 ASVP en 2019.

## Jumelages
| Ville            | Pays                      | Période     |
| ---------------- | ------------------------- | ----------- |
| Suhl             | Allemagne                 | depuis 1962 |
| Cirlibaba        | Roumanie                  | depuis 1990 |
| Bray             | Irlande                   | depuis 1994 |
| Collado Villalba | Espagne                   | depuis 1991 |
| Bimbo            | République centrafricaine | depuis 2009 |

| Bègles Collado Villalba Suhl Bray Cirlibaba |

| Bimbo |

## Économie

### Viticulture
Bègles est une commune viticole du vignoble des Graves. Sur son territoire, on produit les vins AOC Graves, Graves supérieures (blanc doux uniquement), Crémant de Bordeaux, Bordeaux supérieur et Bordeaux.

### Parc de l’Économie créative
La ville de Bègles s’est engagée depuis 1989 dans une démarche de développement du territoire à travers différentes Opérations de Rénovation Urbaine. La réaffectation du quartier des Terres Neuves en pôle économique fait partie des projets les plus importants. Cette ancienne friche militaire, baptisée « Terres Neuves », abrite depuis 2008 des entreprises orientées vers l’audiovisuel, la communication et la formation.
Composée de 16 bâtiments sur 4,2 hectares, ce site accueille en 2013 plus de 70 sociétés et près de 750 personnes permanentes dont 400 emplois directs (chiffres de mars 2009). Une quarantaine d’entreprises du domaine de la production audiovisuelle, du spectacle, du design et de la communication sont déjà implantées (la radio Wit FM, l’association 4 Design, l'école Adams, etc). Un pôle image de 6 000 m² a ouvert en septembre 2013, qui accueille notamment un plateau de tournage de 400 m² ainsi qu’une salle de postproduction.

### Projet Euratlantique
Par un décret du 5 novembre 2009, l'État a décidé la création d'une opération d'intérêt national pour l'aménagement global des espaces situés autour de la gare Saint-Jean. Le projet est baptisé Bordeaux-Euratlantique.
Il se développera sur une surface de 738 ha répartis sur Bordeaux avec 386 ha, Bègles avec 217 ha et Floirac avec 135 ha. L'objectif, à l'horizon 2030, est de créer un centre d'affaires au rayonnement international dans ces nouveaux quartiers. Il est prévu la construction de 2,5 millions de m² de surface, répartis entre 150 000 logements et 500 000 m2 de bureaux. Des commerces et des équipements publics viendront compléter ces aménagements. Dans ce cadre, l'ancien centre de tri de la rue Jean-Jacques Bosc doit être réaménagé en Cité du numérique, d'ici fin 2016 et la friche industrielle appartenant à ESSO doit devenir un parc de l’intelligence environnementale, d'ici 2020. Enfin, le pont Simone-Veil, dessiné par Rem Koolhaas et prévu pour 2020, reliera Bordeaux et Bègles à Floirac dans la continuité de la ceinture des boulevards de Bordeaux.

## Lieux et monuments

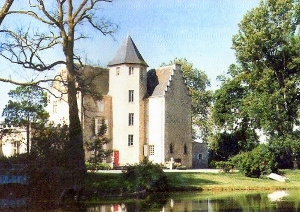
Le château de Francs.

### Château de Francs (XIIe siècle)
Le château de Francs est entouré d'un parc classé depuis 1965 et d'un monument  à l'inventaire supplémentaire des monuments historiques. Non loin de la motte dite de Bègles, un château féodal XIIe siècle est bâti. Au XIVe siècle, il est reconstruit, fortifié, embelli par des fossés, des jardins, des viviers et un moulin sur un estey, bras de l'Eau Bourde, par les héritiers de Bertrand de Ségur, seigneur de Bègles. La noble famille des Ségur, alliée aux Francs de Puynormand en Libournais, à la suite du mariage en 1364 de Jeanne de Mayensan et de Bertrand de Ségur est à l'origine de la seigneurie dite de Francs et Centujean. En 1565, on certifie que le château de Francs reçoit Charles IX et sa cour. Le roi est accompagné d’un certain Henri de Navarre. Il subit une grosse restauration en 1884. C'est un ex domaine viticole et une propriété privée,.

### Piscine municipale de Bègles (1932)
La piscine municipale de Bègles est une piscine communale de natation de style Art déco et a été la première du département. Le bassin était doté d'un plancher sur vérins permettant d'en faire varier la hauteur en fonction de l'utilisation. Elle a été récemment remise à neuf, avec notamment un système de phytoremédiation pour retraiter une partie de l'eau chlorée des bassins.

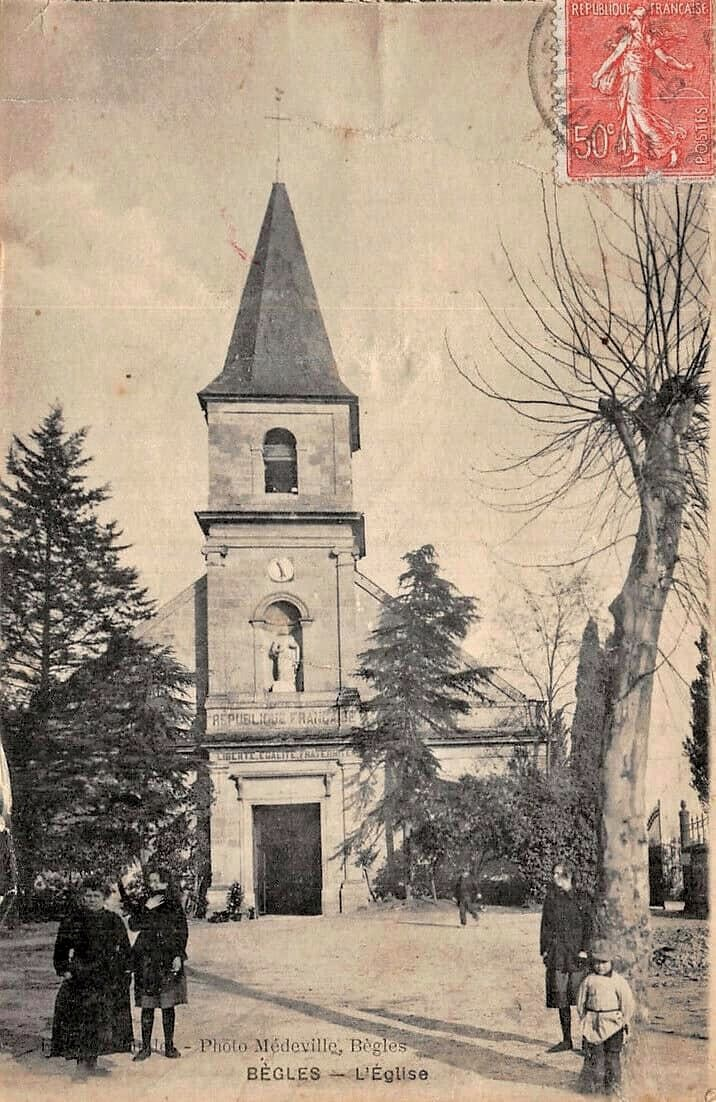
Eglis Saint-Pierre

### Église Saint-Pierre (XIIIe siècle)
L'Église Saint-Pierre est située place du Général-de-Gaulle. La paroisse de Bègles a été fondée vers le VIe ou le VIIe siècle. L’église placée sous la protection de saint Pierre, patron des pêcheurs, a été érigée sur les ruines d’un temple gallo-romain par les bénédictins de Sainte-Croix de Bordeaux. La date de 1491 est inscrite sur le mur extérieur. L'édifice possédait un clocher pointu datant de 1507, aujourd'hui disparu.
En 1790, l'élection du premier maire de Bègles, l'abbé Marc Daguzan, curé de la paroisse, a lieu dans l'église. Elle est l'une des rares églises de France à porter sur son fronton l'inscription « République Française, Liberté, Égalité, Fraternité » et à avoir fait office de mairie.
La façade date du XIXe siècle, époque à laquelle l'église est agrandie du double de sa superficie. L'abside et la chapelle du 16 siècle ont été inscrites au titre des monuments historiques en 1925.

### Ancien domaine de Lachaise (XVIIIe siècle)
L'ancien domaine de Lachaise est une ancienne chartreuse maintenant située à l'intérieur du complexe de la papeterie de Bègles. Après avoir connu de nombreuses vies allant de la maison de riches familles à la sécherie de morue, le bâtiment est maintenant classé monument historique pour préserver ses murs typiques des maisons de campagne bourgeoises de la région.

### Église Saint-Nerses (2022), ex Saint-François (1928)
Après la Première Guerre mondiale, un capucin, le père Jean, établit un modeste lieu de culte catholique, appelé Saint-François, en bois sur des terrains donnés par M. et Mme de Palomera. Une église est ensuite bâtie vers 1928, puis un couvent, le complexe Langevin, qui forme de futurs missionnaires capucins. Dans les années 1950, des transformations modifient l'intérieur du bâtiment devenu église paroissiale. Après une période de fermeture de 5 ans due à des délabrements, elle est cédée en 2022 par le diocése de Bordeaux aux chrétiens arméniens qui s'engagent, dès lors, dans des travaux d'aménagements. À cette occasion, elle change de nom et devient alors l'église Saint-Nerses, une église apostolique arménienne, le premier lieu de culte arménien de la région.

### Chapelle de Mussonville (1880)
La chapelle fut construite par le séminaire de Mussonville en 1880 dans un style néogothique. Elle fut convertie en salle de spectacle dans les années 1990. Jugée trop petite, un espace fut aménagé autour de la chapelle sous la forme d'un cloître contemporain en 2007 par les architectes de l'atelier KingKing. La chapelle fait maintenant partie de l'espace culturel Jean Vautrin, inauguré en 2008. Cet espace contient désormais la chapelle convertie en salle de spectacle, un espace d'exposition, des locaux techniques, des loges et un hall d'accueil.

### Parc de Mussonville (1981)
Propriété de moines dès le XIIe siècle pour établir des plantations entre les esteys, le parc prit son nom actuel en 1829 lorsqu'il fut vendu pour y installer un séminaire, lieu de convalescence pour les hommes d'église. Ils y construisirent à cette période la Chapelle de Mussonville. Le nom Mussonville vient du fait que le parc était alors souvent appelé "villa des Muses". La propriété fut ensuite achetée par une association diocésaine en 1910 puis par la ville de Bègles en 1971. Le parc de 40 hectares fut ouvert au public en 1981 et prend maintenant place dans un plus gros projet de la ville de Bègles, le Delta Vert .

### Musée de la Création Franche
Bègles est connue à l'étranger grâce au musée de la Création Franche regroupant un nombre considérable d'œuvres de Neuve Invention et d'art brut dont Madge Gill, André Robillard, Benjamin Bonjour, Helmut, les Guallino, Carol Bailly, Josef « Pépé » Vignes et l'abbé Coutant.

### Lycée Václav-Havel (2012)
Le Lycée Václav-Havel est un lycée général et professionnel et le premier de France auto-suffisant en produisant plus d’énergie qu'il n'en consomme. Ce lycée était, à son ouverture, le plus performant énergétiquement en France.

### Chateau du Dorat (XVIIIesiècle)
Ce château, bâti par la noble famille du Dorat, passe ensuite par mariage à M. Samounin, conseiller au parlement de Bordeaux, puis au début du XXe siècle à la famille Mareuse, avant d'être vendu à la compagnie de chemin de fer du Midi.

### Château de Tartifume
Ce domaine viticole béglais a été pillé et détruit après la Seconde Guerre mondiale. Il reste un embarcadère du XVe siècle, escalier dont les marches sont recouvertes au moment de la marée montante, qui était utilisé pour rouler les barriques de vin dans les bateaux accostés sur la Garonne. Il se trouve actuellement dans la zone industrielle.

### Eau Bourde
L'Eau Bourde se jette dans la Garonne en plusieurs bras appelé estey. Parmi ces esteys, le plus au sud, l’estey de Tartifume, est canalisé en deux bras sous la gare de triage (future plate-forme multimodale) de Hourcade. L’estey de Tartifume débouche à la pointe sud de l’île d’Arcins, ancien bras aujourd’hui canalisé. Dans cette zone se développe la Zone Industrielle de Tartifume située à Bègles.

## Personnalités liées à la commune
- Gérard Alle, écrivain, né en 1953 à Bègles.
- Marie Bell née Marie-Jeanne Bellon le 23 décembre 1900 à Bègles, et décédée le 14 août 1985 à Neuilly-sur-Seine, actrice française de théâtre et de cinéma.
- Adolphe Catusse, écrivain, auteur d'une Petite histoire de Bègles. Des origines à la Révolution (1080-1788) parue en septembre 2004.
- Lilly Daché, chapelière et créatrice de mode
- Catherine Diverrès, née en 1959, danseuse et chorégraphe française de danse contemporaine.
- Jacques Dufilho, acteur français né le 19 février 1914 à Bègles, mort le 28 août 2005 à Lectoure (Gers).
- Paul Dullac de son vrai nom Paul Aurel Gouteredonde, comédien français né à Bègles le 9 mars 1882. Il a interprété Escartefigue, le capitaine du ferry-boat, dans la trilogie marseillaise de Marcel Pagnol (Marius, Fanny, César). Il est mort à Vichy en 1941.
- Jean Durin, artiste peintre, né à Bègles
- Théophile Caussé, (1992-) handballeur français. Il évolue au poste de ailier droit à l'US Dunkerque HBGL.
- Noël Mamère, député, maire de la ville de 1989 à 2017
- Yvonne Noutari (1915-1945) résistante communiste, née à Bègles et déportée et morte à Mauthausen
- Jean-Jacques Paris, conseiller municipal, vice-président du conseil général de la Gironde.
- Simone Rossignol, maire de la ville de 1971 à 1984, auteur de "Je me souviens..." Propos d'une femme militante de Bègles.[38]
- Alexandre de Ségur, (1718-1773), seigneur de Bègles, Francs et Pauillac, conseiller du roi, président du Parlement de Bordeaux et prévôt de Paris.
- Pascal Brun, aussi appelé le Boucher de Bègles, grand gagnant de 26 millions d'euros à la loterie de l'EuroMillions par la FDJ. Les mésaventures de cette richesse soudaine et conséquente vers une vie d'excès et entouré de profiteurs le mèneront à la catastrophe, entrainant la FDJ à revoir accompagnement et discrétion auprès des grands gagnants[108].

## Vie locale

### Enseignement
Plus de deux mille élèves béglais (900 en maternelle et environ 1 250 en élémentaire) sont accueillis dans sept écoles maternelles, six établissements élémentaires publiques et deux écoles privées sous contrat.
Écoles maternelles :
- La Ferrade
- Boileau
- Ferdinand-Buisson
- Jacques-Prévert
- Joliot-Curie
- Paul-Vaillant-Couturier
- Saint-Maurice

Écoles élémentaires : 
- Roger-Salengro
- Gambetta
- Marcel-Sembat
- Joliot-Curie
- Paul-Langevin
- Ferdinand-Buisson
- Sainte Marie la ferrade
- Jeanne d'arc

Collèges :
- Marcellin-Berthelot
- Pablo-Neruda

Lycées :
- Lycée Emile-Combes - Lycée professionnel
- Lycée Václav-Havel - Lycée général et technologique

### Sports
- A.S.B. omnisports
- Amicale Laïque Omnisports
- ASPOM Bègles Handball
- Bègles Karaté Club
- C.A.B. - Omnisports (Athlétisme, basket-ball, cyclisme, football, gymnastique, musculation, pelote basque, tennis, tennis de table, triathlon...)
- Club athlétique Bordeaux-Bègles Gironde (CABBG), rugby à XV amateur
- Club Basco-Landais
- Club de Modélisme Béglais
- Club de musculation Béglais
- Dojo Béglais club de judo-jujitsu affilié à la FFJDA[109]
- O.L.B., football féminin
- Pétanque la Ferrade
- Pétanque Yves Farges
- Piscine municipale de Bègles
- Rugby Club Bègles XIII (rugby à XIII amateur)
- Union Bordeaux Bègles (UBB), rugby à XV professionnel et son centre de formation au stade André-Moga
- Union Mios-Biganos-Bègles Handball, équipe de handball féminine évoluant en Division 1
- Retraite Sportive Bèglaise (R.S.B)[110]

#### Équipements sportifs
Stade André-Moga, Bowling,

### Culture
- Le Musée de la Création Franche présente en permanence des œuvres autour de l'art singulier/art brut. Y sont présentés notamment les Guallino, Benjamin Bonjour, l'Abbé Coutant, etc.
- La Maison Municipale de la Musique dispense un enseignement de qualité avec des professeurs/musiciens diplômés. Elle contribue également à la diffusion de la musique notamment avec son festival "Musique dans ta Ville" qui investit tous les lieux culturels béglais, comme la Bibliothèque, l'espace Jean Vautrin (Chapelle de Mussonville), le cinéma le Festival, etc.
- Le cinéma d'art et d'essai le Festival (deux salles), consacré au cinéma d'animation et aux effets spéciaux.
- Le Secteur (anciennement Le BT, et encore avant le BT 59) (630 places) (boîte de nuit hip-hop)
- Le Cabinet Musical du Dr Larsene est un lieu incontournable pour la création, la pratique et l'apprentissage des musiques amplifiées en Aquitaine.

### Quartiers et rues de Bègles

#### Terres Neuves
Triangle déterminé par l'actuelle route de Toulouse (chapelle du Becquet, Croix de Leysotte), le ruisseau de l'Eau Bourde (approximativement voie ferrée actuelle) et le ruisseau de l'Adous (autre nom du Ruisseau d'Ars, non loin de l'estey Ste Croix). Point le plus élevé de la commune, il doit son nom à la terre d'un aspect aride, dure et graveleuse, propice au vignoble : La Raze de Bègles. En 1506, Rostand de Ferrade, marquis de Régnier était maître des lieux. En 1731, le domaine à l'abandon est racheté par les jésuites qui restaurent une partie des bâtiments (actuelle école privée Sainte-Marie-de-la-Ferrade). En 1793, le domaine est saisi et vendu comme bien national puis devient un relais de diligence. Racheté par des religieuses en 1891, il devient une halte garderie pour les ouvrières de la manufacture d'allumettes (emplacement de l'actuelle résidence Anatole-France).
En 1812, l'actuelle rue Berthelot portait le nom de « chemin du milieu de la Raze »,.
- Farvarque : (Jean-Baptiste Farvarque) homme politique républicain.
- Faugères : terme probablement issu de la toponymie château Faugères ou des Fougères, propriété viticole du XIXe siècle installée sur le site de la rue Gaëtan-Pomade (voir ce nom). En 1886, la propriété est vendue à de promoteurs (MM. Sanson et Théron) qui l'ont loti, découpant en parcelle le domaine et perçant une série de voies perpendiculaires (selon le modèle alors en usage du quadrillage des rues aux États-Unis). Chemin de terre goudronné dans les années 1930.
- Guynemer : as de l'aviation française, abattu en vol en 1917 ; l'ex-rue Dabos est débaptisée en 1918.
- Roger Lejard : ouvrier manœuvre (1921/1941) fusillé au Camp de Souge le 24 octobre 1941. Ancien chemin de Cavers aux Padouens du Matha (parcelle des terrains communaux au XVIIIe siècle). Devient chemin de la Caminasse (autour de 1845 et 1881) puis chemin de l'Aubarasse en 1887 et rue de Belfort en 1890 dans la grande vague revancharde post-1870 (cf rue Denfert-Rochereau, rue de Metz).
- Mondet : passage pour piétons en 1886 ; élargie avant 1914 ; nom d'une famille de propriétaires fonciers locaux.
- Adrien Nouzarède : (Jean-Adrien Nouzarède (1843/1929)) homme politique farouche républicain béglais du début du XXe siècle ; voie présente sur le plan Napoléon du début du XIXe siècle ; un chemin de la Passagueyre (ou Pessagueyre) est attesté en 1900, rebaptisé en décembre 1918 rue de Mulhouse. Adrien Nouzarède habitait au n°29 de la rue qui porte aujourd'hui son nom depuis 1934[114].
- Marius Olivier : résistant, maire de Bègles de mai 1945 à octobre 1947, élu Parti communiste français ; ancienne rue du-Puch ou Dupuch (du gascon hauteur, du latin vulgaire butte, colline) ; altitude : 11,88 m / 36 feet (référence : Google Earth) ; une impasse perpendiculaire à cette rue a gardé la toponymie impasse du-Puch[114]. Chemin de terre goudronné dans les années 1930. En 1954, la rue Dupuch a été fractionnée en trois : rue du 8-mai, rue Marius-Olivier et avenue Saint-Paulin. Anciens commerces : épicerie-buvette Lacaze (inscription toujours visible)…

1re « voisinade », le 1er juin 2014 : vide-voisin, auberge espagnole, animation tipi Amérique du Nord. Réédition en 2015, 2016. et 2017.
- Gaëtan Pomade : instituteur et conseiller municipal, adjoint au maire Alexis Capelle entre 1922 et 1925 ; ex-lieu-dit de Perrieux - rue percée en 1886 (voir Rue Faugères) - ancien nom rue de l'Usine-à-sang ; baptisée ainsi à la suite de l'installation dans les années 1875-1880 d'une fabrique d'albumine par la dessiccation du sérum du sang ; rebaptisé en 1937.
- Savariau : la rue porte le nom d'un des propriétaires riverains (probablement André Savariau, peintre en 1880). Signalée comme impasse en 1886[115].

Les mutations métropolitaines du XXIe siècle ont incontestablement métamorphosé les quartiers structurant de la ville de Bègles. Leurs noms évolutifs ont laissé place à de nouvelles appellations. La Raze devient Terres Neuves.

#### Belle Rose
Limite sud du Quartier de La Raze, il tire son nom de Laurent Argous, maire de la ville de 1821 à 1831 et de 1840 à 1848, propriétaire du château (construit en 1644) de Birambits (Villambits sur un plan de 1700).
- Salvador Allende : homme politique chilien (1908 - 1973). Président de la République, socialiste, un coup d'état militaire mené par le général Pinochet (appuyé par la CIA) provoqua sa chute et sa mort. Autrefois chemin du Grava, du nom d'un bourdieu (bien viticole) attesté depuis le XVIe siècle. Devint au milieu du XIXe siècle chemin de Argous car il traversait la propriété de Laurent Argous (voir plus haut)[118].
- Ferdinand Buisson : homme politique, défenseur de l'école laïque, Prix Nobel de la paix en 1927. Cette voie est attestée au Moyen Âge sous le nom de chemin de Birambits (ou Villambits). Le groupe scolaire Ferdinand-Buisson fut installé en 1928 dans le château de Birambits (voir plus haut), acheté par la commune en 1924[119].

L'Argous devient La Belle Rose.

#### Bel Air
Le château de Birambits, ancienne résidence privée de la famille de Lestang, est un des rares vestiges subsistants de l'ancien village de Villambitz. C'est sans doute l'un des plus vieux quartiers de Bègles et certainement le seul dont le nom ait subi autant de transformations. Birambits était un cournau (village) isolé, réputé pour ses rapaces. Villambis, Villambits, Billambitz et enfin Birambits.
Villambis signifierait ville en vue : l'histoire dit que lorsqu'on atteignait Birambits, un des points les plus hauts de la commune, on apercevait Bordeaux. La mauvaise réputation du quartier tenait au fait qu'une bande malfaiteurs y sévissait attaquant la route de Langon (Toulouse). Ils utilisaient une borne de ralliement sous laquelle ils auraient enterré leur butin (qui y serait encore !). Anciennement Chemin Lafargue (1894, avec la rue Rochemond), puis rue du Maréchal Foch (en 1917), puis rue de la Gare (en 1925). Rebaptisé en 1964.
Le quartier de Birambits se nomme désormais Bel Air.

#### Arcins
- Alexis Capelle : maire de Bègles de 1926 à 1932, date de sa mort. Maire bâtisseur : piscine, écoles Boileau et Ferdinand-Buisson… Rue ouverte en 1864 au travers de terrains vagues qui reliaient Bègles à Bordeaux. En 1890, elle s'arrêtait place Jean-Moulin ; prolongée vers 1900 jusqu'à la place du 14-Juillet. Elle portait le nom de cours de Metz (voir : rue de Belfort, rue Denfert-Rochereau). Rebaptisée ensuite rue Jules Guesde. Alexis-Capelle depuis 1933[122].
- Stade Serge-Duhourquet : résistant, fusillé, fils de René Duhourquet (maire de Bègles de 1959 à 1971). Construit sur le terrain de la P.S.B. (Prolétarienne Sportive Béglaise).
- Quatre Castera (rue des) : symbole de l'implication dans la Résistance, cette famille connut les affres de la répression allemande et nazie : le père Albert, charpentier de marine, meurt en déportation en février 1944 à l'âge de 64 ans, la mère Hélène meurt en déportation en mars 1945 à l'âge de 56 ans. Leurs deux fils avaient été fusillés le 21 septembre 1942 au camp de Souge. Chemin de la Tournée de l'église vers 1880 puis chemin du Petit-Port jusqu'en novembre 1945[123].

En référence aux Rives de l'Ile d'Arcins, Capelle devient Arcins.

### Événements
- Festival du film d'animation de Bègles.
- Les Rendez-vous de Terres Neuves, festival rock et musiques actuelles, organisé de 2006 à 2011. Le festival à depuis repris en 2016 sous le nom Les Nouveaux Rendez-vous des Terres Neuves dans une version plus locale.
- Fête de la morue, autour du 1er week-end de juin.
- de 2000 à 2009 : Jours de fête à Mussonville, festival nouvelle scène française et rock français.
- Tamtam Transat, à Bègles-plage.
- Marché gourmand des vins bio, organisé par le Syndicat des Vignerons Bio d’Aquitaine au stade André Moga à Bègles. Une quarantaine de producteurs bio se mobilisent avant les fêtes de Noël pour faire découvrir les produits bio français.